# Scott Rosenberg
Scott Rosenberg (24 de abril de 1963) es un guionista, productor y actor estadounidense. 

## Biografía
Nació en Needham, Massachusetts en 1963. Asistió a la Universidad de Boston, donde se graduó como licenciado. Recibió un máster en la Universidad de California. Sus trabajos como guionista incluyen Con Air, Alta fidelidad y 60 segundos. También participó en la adaptación de Impostor de Philip K. Dick, Infiltrado (2004). 
En abril de 2001, mientras se encontraba trabajando en la serie Going to California, Rosenberg fue arrestado junto al actor Vince Vaughn —que estaba filmando Domestic Disturbance— luego de un incidente en un bar de Wilmington, Carolina del Norte. Durante el incidente el actor Steve Buscemi fue apuñalado en la cara, garganta y brazo. La pelea surgió después de que un ciudadano local atacó a los actores después de que estos conversaran con su novia. Rosenberg recordó: «Básicamente fuimos atacados por todo el bar».
Fue el guionista de la película Beautiful Girls, protagonizada por Timothy Hutton, Matt Dillon y Uma Thurman. En ese momento, Rosenberg se encontraba viviendo en Boston, esperando a la decisión de Disney para usar su guion de Con Air. Comentó en una entrevista: "Fue el peor invierno de la historia en este pequeño pueblo. Caía la nieve, y yo estaba cansado de escribir esas películas sobre gente a la que le disparaban y mataban. Así que dije 'hay más acción en mi ciudad con mis amigos luchando con el hecho de que no pueden aceptar que tienen 30 o que no pueden comprometerse', todo eso se transformó en Beautiful Girls".

## Filmografía
| - Dashing Through the Snow (2023) - guionista - Jumanji: The Next Level (2019) - guionista - Venom (2018) - guionista - Jumanji: Welcome to the Jungle (2017) - guionista - Transformers: el lado oscuro de la luna (2011) - guionista - Fever Pitch (2005) - actor (1980's Sox player) - Kangaroo Jack (2003) - guionista - February (2003) - coproductor - Highway (2002) - escritor, productor - Impostor (2001) (adaptación) - guionista - 60 segundos (2000) - guionista, actor (doctor privado) - High Fidelity (2000) - guionista - Me, Myself & Irene (2000) - actor (softball player) - The General's Daughter (1999) - actor (MP Guard) - There's Something About Mary (1998) - actor (Jailbird) - Disturbing Behavior (1998) - escritor, coproductor - Con Air (1997) - escritor, actor (sin acreditar) - Beautiful Girls (1996) - escritor, productor asociado - Things to Do in Denver When You're Dead (1995) - escritor, productor asociado - Firearm (1993) (cortometraje) - productor ejecutivo - Bimbo Penitentiary (1992) - actor (Dreg) | - Happy Town (8 episodios, 2010) - creador, escritor, productor ejecutivo - Life on Mars (17 episodios, 2008-2009) - escritor, productor ejecutivo - Samurai Girl (6 episodios, 2008) - productor ejecutivo - October Road. (19 episodios, 2007-2008) - creador, escritor, productor ejecutivo - Going to California (2001) - Tales from the Crypt (un episodio, 1993) - guion |